# Martín Berasategui
Martín Berasategui Olazábal (San Sebastián, 27 de abril de 1960) es un chef español que cuenta con doce estrellas Michelin.

## Biografía
Martín Berasategui Olazábal nació el 27 de abril de 1960 en San Sebastián. Estudió en el Colegio de los Padres Capuchinos de Lecároz, en el Valle de Baztan (Navarra). A los quince años comenzó a trabajar en el restaurante familiar, Bodegón Alejandro.
En 1979, empezó sus estudios de hostelería en la escuela de pastelería moderna de Yssingeaux. En 1981, se convirtió en responsable de Bodegón Alejandro, que recibió su primera estrella Michelin en 1986. En 1993 abrió su primer restaurante, "Martín Berasategui", en Lasarte-Oria. 
En tres años, el local recibió dos estrellas Michelin. A partir de ahí, el cocinero recibió diversos premios, entre ellos, el Premio Euskadi de Gastronomía al Mejor Cocinero de esa comunidad en 1998 y el Tambor de Oro de San Sebastián en 2005. En 1996, decidió crear una asociación empresarial, el Grupo Martín Berasategui, para hacerse cargo de restaurantes tales como el Bodegón Alejandro, el restaurante del Guggenheim de Bilbao o el Kursaal Martín Berasategui.
El grupo se encuentra disuelto, pero sigue asesorando a varios restaurantes como Hotel Condes de Barcelona, Loidi y Lasarte; restaurante Fonda España; restaurante Doma de Bilbao; restaurante M.B del Hotel The Ritz-Carlton, Abama en Tenerife o los restaurantes Tempo y Passion by Martín Berasategui en México y en Punta Cana.

## Premios
- Estrella Hugo 1986, Bodegón Alejandro
- Estrella Michelin 1994, Restaurante Martín Berasategui Lasarte
- 1995: mejor repostero español del año, mejor plato creativo y mejor plato del año
- Estrella Michelin 1996, Restaurante Martín Berasategui Lasarte
- Estrella Michelin 2001, Restaurante Martín Berasategui Lasarte
- 2005: Tambor de Oro de San Sebastián
- Estrella Michelin 2009, Restaurante M.B en The Ritz-Carlton, Abama en Santa Cruz de Tenerife
- Estrella Michelin 2010, Restaurante Lasarte del Hotel Condes de Barcelona
- Estrella Michelin 2011, Restaurante Santo by Martín Berasategui Sevilla
- Estrella Michelin 2014, Restaurante M.B en The Ritz-Carlton, Abama en Tenerife
- Estrella Michelin 2017, Restaurante Lasarte del Hotel Condes de Barcelona[8]
- Estrella Michelin 2018, Restaurante Oria del Hotel Condes de Barcelona[8]
- Estrella Michelin 2018, Sidrería eMeBe Garrote de San Sebastián
- 1996 mejor cocinero según la Academia de Gastronomía Española
- 1997 Grand Prix del Arte de la Cocina
- 2019 Medalla de Oro al mérito en las Bellas Artes otorgada por el Ministerio de Cultura de España[9]
- Estrella Michelin 2019, Ola de Bilbao
- Estrella Michelin 2019, Fifty Seconds de Lisboa